# الکساندرا (سالکتاوا واسوز)
الکساندرا (سالکتاوا واسوز) (به لاتین: Aleksandrów (sołectwo Wąsosz)) یک منطقهٔ مسکونی در لهستان است که در Gmina Koniecpol واقع شده‌است.

## خصوصیات
الکساندرا ۱۲۰ نفر جمعیت دارد.